# Touët-de-l’Escarène
Touët-de-l’Escarène (okzitanisch Toet (de l’Escarena), italienisch Toetto di Scarena) ist eine französische Gemeinde im Département Alpes-Maritimes in der Region Provence-Alpes-Côte d’Azur. Sie gehört zum Arrondissement Nizza und zum Kanton Contes. Die Bewohner nennen sich Touétois.

## Geographie
Touët-de-l’Escarène liegt in den französischen Seealpen, rund 23 Kilometer von Nizza entfernt, am Fluss am Paillon. Die Gemeinde grenzt an Lucéram, Peille und L’Escarène und verfügt über einen Bahnhof an der normalspurigen Eisenbahnlinie Nizza – Breil-sur-Roya der SNCF und der Réseau ferré de France. Die Départementsstraße D2204 verbindet die Ortschaft mit Sospel und L’Escarène.

## Bevölkerungsentwicklung
| Jahr      | 1962 | 1968 | 1975 | 1982 | 1990 | 1999 | 2006 | 2014 |
| --------- | ---- | ---- | ---- | ---- | ---- | ---- | ---- | ---- |
| Einwohner | 215  | 173  | 137  | 173  | 212  | 242  | 282  | 297  |